# AXA

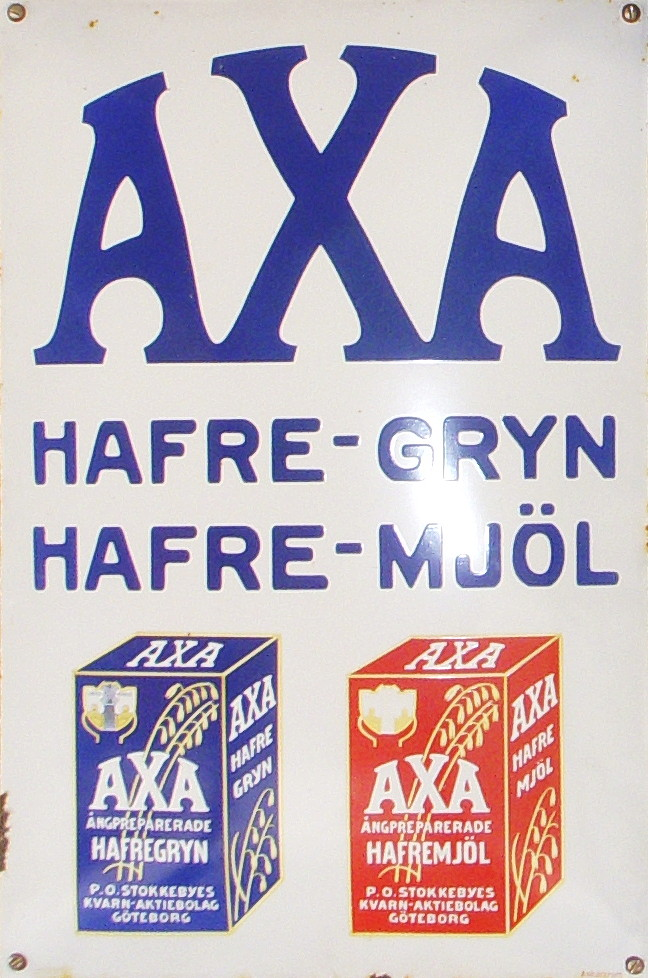
Äldre AXA emaljskylt.

AXA är ett av varumärke ägt av Lantmännen med livsmedelsprodukter i kategorierna flingor, müsli, havregryn och andra spannmålsprodukter. 

## Historia
Verksamheten har sitt ursprung i den kvarnrörelse som dansken Per Otto Stokkebye startade år 1887 i Halmstad och 1893 flyttade till Lärjeholm utanför Göteborg, där han förvärvat Lerjekvarnen. Vid tiden drev han även en kvarn i Lödöse där mjöl tillverkades under varumärket AXA.
Lärjekvarnen brann år 1900, varefter P.O. Stokkebye Kvarnaktiebolag bildades. Bolaget anlade nya kvarnar vid dels Önafors i Vänersborg, dels Agnesberg, där produktionen tog sin början år 1901. Åren 1909–10 lät man i Agnesberg även uppföra en anläggning för beredning av havregryn, och det var där som metoden med ångpreparering (autoklavering) av havregryn utvecklades. De ångpreparerade grynen kom att säljas under namnet AXA. Vid sidan av kvarnverksamheten var företaget även verksamt med import och export av spannmål.
År 1922 övertog P.O. Stokkebye Kvarnaktiebolag AB Göteborgs ris- och valskvarn, bland annat känt för sina varumärken Gyllenhammars Havregryn och Gyllenhammars Gyllenmust. 
År 1959 köptes P.O. Stokkebye Kvarnaktiebolag av Kungsörnen AB, i samband med vilket bolaget bytte namn till AXA Kvarn AB. 
År 1979 lades kvarnen i Agnesberg ned och produktionen flyttades till Järna i Södermanland. 